# Umm Nassam
Umm Nassan, ou Umm an Nas'an, é uma das três ilhas habitadas, de um total de 35, do arquipélago do golfo Pérsico.